# Sânmartin (okręg Bihor)
Sânmartin – wieś w Rumunii, w okręgu Bihor, w gminie Sânmartin. W 2011 roku liczyła 3672 mieszkańców.